# Ditassa dardanoi
Ditassa dardanoi är en oleanderväxtart som beskrevs av T.U.P.Konno och Wand.. Ditassa dardanoi ingår i släktet Ditassa och familjen oleanderväxter. Inga underarter finns listade i Catalogue of Life.